# Stanisław Pernaczyński
Stanisław Leon Pernaczyński (ur. 11 kwietnia 1872 we Wrześni, zm. 8 lutego 1930 w Poznaniu) – polski prawnik i ekonomista, bankowiec, doktor, członek PTPN, działacz społeczny i gospodarczy (m.in. prezes Izby Przemysłowo-Handlowej w Poznaniu), wiceprezes Rady Centralnego Związku Polskiego Przemysłu, Górnictwa, Handlu i Finansów w 1920 roku. Ojciec Korporacji Akademickiej Hermesia.

## Biogram
Był synem lekarza Melchiora i Wandy z domu Pawłowskiej. Uczył się w gimnazjum we Wrocławiu i Gnieźnie i tam zdał maturę. Studiował w Berlinie prawo i w Monachium ekonomię polityczną. Na podstawie pracy O frachtach kolejowych i wodnych na zboże i mąkę w prowincji poznańskiej uzyskał stopień doktora. Uczestniczył na terenie Niemiec w pracach samokształceniowych uczniów i studentów polskich, a także tam podjął pracę zawodową w przemyśle drzewnym.
W Poznaniu osiedlił się w 1902, gdzie pod firmą Kratochwil & Pernaczyński założył własny bank, który finansował polskie przedsiębiorstwa. Na kursach organizowanych przez Korporację Kupców Chrześcijańskich i Związek Towarzystw Kupieckich prowadził odczyty. Organizator Bratniej Pomocy Kupieckiej, a także skarbnik Poznańskiego Towarzystwa Przyjaciół Nauk i, które częściowo było przez niego finansowane. W 1918 jako członek zarządu przeszedł do Banku Przemysłowców. W latach 1919 i 1921 był uczestnikiem pertraktacji genewskich n.t. konwencji górnośląskiej. Jako jeden z dwóch radców Polaków zasiadał od 1904 w Izbie Przemysłowo–Handlowej w Poznaniu. Powołany został komisarzem Izby dekretem Naczelnej Rady Ludowej z 1919, rozwiązał Izbę niemiecką, przekształcając ją w polską. W 1923 po wyborach został jej prezesem i którą kierował do 1930. Radca Rady Wojewódzkiej w Poznaniu, członek Rady Głównej i Komisji Rewizyjnej Powszechnej Wystawy Krajowej w Poznaniu w latach 1928–1930. Założyciel i prezes rady nadzorczej firmy Fabryka Wapna i Cementu w Piechcinie S.A., członek i wiceprezes rady nadzorczej Banku Wzajemnych Ubezpieczeń „Vesta”, prezes Giełdy Pieniężnej w Poznaniu i rady nadzorczej S.A. Georges Geilling & Cie. Był także założycielem i współwłaścicielem oraz prezesem rady nadzorczej firmy Hartwig & Kantorowicz. Pracował społecznie w Związku Bankowców w Polsce Oddział Polski Zachodni w Poznaniu, a także od 1926 jako prezes Kuratorium Wyższej Szkoły Handlowej w Poznaniu i opiekun jej organizacji młodzieżowych. Autor książki: Stan i postulaty przemysłu i handlu byłej dzielnicy pruskiej. Zmarł 8 lutego 1930 w Poznaniu i został pochowany na starym cmentarzu Świętomarcińskim.
2 maja 1924 otrzymał Krzyż Komandorski Orderu Odrodzenia Polski „za zasługi, położone dla Rzeczypospolitej Polskiej na polu bankowości”.
Żonaty z Joanną Koehler, z którą miał córki Anielę i Wandę oraz syna Stanisława.